# Villanueva de la Torre (Guadalajara)
Villanueva de la Torre es un municipio y localidad española de la provincia de Guadalajara, en la comunidad autónoma de Castilla-La Mancha. Tiene una superficie de 11,09 km² y una población de 6696 habitantes (INE 2024). Era un pequeño enclave de la Campiña de Guadalajara, recogido en un estrecho valle por el que discurre el arroyo de las Monjas. Durante siglos fue una pequeña población con pocas edificaciones de arquitectura castellana, típicas de la Campiña del Henares. En lo que va de siglo XXI ha experimentado un gran crecimiento según el plan urbanístico del año 2005, que crea nuevos barrios de urbanizaciones residenciales como Valgreen y Santa Águeda.

## Geografía
Limita con los municipios de Meco y Valdeavero, ambos de la provincia de Madrid; y Azuqueca de Henares, Alovera, Quer y Valdeaveruelo, todos estos en la provincia de Guadalajara. El punto más alto del municipio está a unos 772 m s. n. m., y el más bajo a unos 625 m s. n. m. Las vías fluviales que pasan por su dominio municipal son tres arroyos (el de las Monjas, el de los Majuelos y el de la Calva) y el canal del Río Henares. La vía de comunicación más importante es la carretera GU-102 Carretera de la Patata, que recorre todo el municipio, y la CM-1008, que lleva a Azuqueca y a la autovía A-2.
Su clima es de tipo mediterráneo continental, de temperaturas cálidas en verano, inviernos bastante fríos y precipitaciones por debajo de los 600 mm al año.

## Historia
Villanueva está situada en la parte de la península ibérica que en el siglo III a. C. era zona habitada por los celtas carpetanos. Estos fueron sometidos por los romanos hacia el 180 a. C. La presencia de Roma en la zona se manifiesta en los vestigios encontrados en los pueblos vecinos (Meco, Azuqueca, Alovera), y en la proximidad de las ruinas de la antigua Complutum (Alcalá de Henares). Todas esas poblaciones se asientan en la vega del Henares, zona preferente para las villas romanas que vivían de la agricultura del cereal y del vino. No se han encontrado restos visigodos ni árabes.
La reconquista del territorio de Villanueva de la Torre tiene lugar hacia 1085, obra de los castellanos de Álvar Fáñez (1047-114), quien toma Guadalajara y sus alrededores, que comprendían, entre otras, las poblaciones próximas de Alcolea de Torote y Azuqueca de Henares. En las relaciones topográficas de Felipe II es mencionada como perteneciente a la jurisdicción de Guadalajara (1575). Contaba entonces con sesenta vecinos que vivían del cultivo de la campiña.
La administración eclesiástica la encuadró dentro del arciprestazgo de Guadalajara, que dependía del arzobispado de Toledo.
En el diccionario de Madoz (1850), Villanueva de la Torre es descrita como sigue (pg. 218 del Tomo XVI):

VILLANUEVA DE LA TORRE: V. con ayunt. en la prov. y part. jud. de Guadalajara (2 1/2 leg), aud. terr. de Madrid (7 1/2), c.g. de Castilla La Nueva, dióc. de Toledo (19 1/2), SIT. en un delicioso valle, con CLIMA templado y sano: tiene 70 casas; la consistorial; escuela de instrucción primaria pagada de los fondos públicos; una igl. parr. servida por una cura y un sacristán: confin el TERM. con los de Valdeaveruelo, Quer, Valbueno y Bugés: el TERRENO bañado por varios arroyos, entre ellos el llamado Valdeserrano que nace en Valbueno, es sin embargo de mala calidad: CAMINOS los locales: CORREO, se recibe y despachan en Guadalajara. PROD.: Cereales, legumbres, y pastos con los que se mantiene el ganado lanar, mular y asnal. IND.: la agrícola y alguno de los oficios y artes mecánicas más indispensables. POBL.: 65 vec., 258 almas. CAP. PROD.: 1.215,625 rs. IMP.: 97,250. CONTRI.: 8.662.

## Demografía
Villanueva de la Torre cuenta con una población de 6696 habitantes (INE 2024).
| Gráfica de evolución demográfica de Villanueva de la Torre entre 1842 y 2021                                        |
| |
| Población de derecho según los censos de población del INE Población de hecho según los censos de población del INE |

Como se puede observar de los datos demográficos de Villanueva de la Torre, en los años 1990 se produjo un importante incremento de población. Esto se ha debido al desarrollo urbanístico parejo al ocurrido en las poblaciones del área metropolitana de Madrid y del Corredor del Henares, que alcanza hasta la provincia de Guadalajara, más allá del límite de la Comunidad de Madrid, por la búsqueda de suelo barato para viviendas de precio reducido, en poblaciones cercanas a la capital y con servicios básicos.
Este desarrollo urbanístico y demográfico ha convertido a Villanueva de la Torre en una de las localidades españolas que más ha incrementado su población en los últimos años. Sus nuevos habitantes proceden, sobre todo, de ciudades cercanas como Alcalá de Henares, Torrejón de Ardoz, Coslada o Madrid, en su mayoría gente joven que busca mejores oportunidades de vivienda. Villanueva es una de las localidades con mayor porcentaje de población joven y con mayor tasa de natalidad.
| 258                                                    | 218 | 196 | 210 | 209 | 202 | 191 | 185 | 186 | 205 | 203 | 156 | 84 | 114 | 330 | 2,960 | 4425 | 6,284 | 6,445 | 6,383 | 6,443 |
| (Fuente: Ayuntamiento de Villanueva de la Torre e INE) |     |     |     |     |     |     |     |     |     |     |     |    |     |     |       |      |       |       |       |       |

## Administración y política
El resultado electoral de Villanueva de la Torre, en las elecciones celebradas en el año 2019, fue el siguiente:
| Elecciones Municipales - Villanueva de la Torre (2019) |       |        |            |
| Partido político                                       | Votos | %      | Concejales |
| Partido Popular (PP)                                   | 651   | 21,58% | 3          |
| Vox                                                    | 535   | 17,41% | 2          |
| Partido Socialista Obrero Español (PSOE)               | 821   | 26,72% | 4          |
| Ciudadanos                                             | 528   | 17,18% | 2          |
| Ahora Villanueva [UP]                                  | 522   | 16,99% | 2          |

En Villanueva salió elegida alcaldesa Sara Martínez Bronchalo, del PSOE, con el apoyo de Ciudadanos y la abstención de Unidas Podemos. Tras el fallecimiento de Martínez Bronchalo el 24 de agosto de 2020, fue investida como alcaldesa Sonsoles Rico Ordóñez, del PSOE (pleno de investidura celebrado el 23/9/2020).

## Patrimonio
El principal edificio de interés es su iglesia parroquial, dedicada a la Virgen María. Se trata de una construcción del siglo XVI en su primera mitad. A mediodía se abre el atrio, formado de columnata de bien tallado sillar sobre corrido apoyo, con medallones lisos en las enjutas, y sencillos mensulones en las claves de cada uno de los seis arcos que le forman. Tiene cuatro arcos semicirculares, de aire muy renacentista y señorial, y está cubierto por artesonado de tallada madera con labor renacentista. Una portada de escuetas líneas da paso al interior, de una sola nave y artesonado sencillo, de madera, con coro alto a los pies. Dentro, fruto del expolio a que se vio sometido el templo tanto en la Guerra de la Independencia (1808-1813) como en la guerra civil española de 1936, no queda antiguo más que el artesonado, de sencilla estructura de pares y nudillos, con talladas artesas triangulares en las dos esquinas delanteras de la nave; el presbiterio y capillas laterales tiene las paredes desnudas. Las imágenes son todas modernas salvo la de San Roque. En el extremo noroccidental del templo se alza graciosa torre de fábrica de ladrillo, sillar y sillarejo que da nombre al pueblo.
En las proximidades de la iglesia está la gran ermita del cementerio local, muy descuidada. También destacan unas cuantas casonas restauradas del centro histórico en estilo castellano. El Ayuntamiento nuevo, aunque moderno, respeta el estilo castellano. Del castillo que hubo no queda absolutamente nada salvo la calle del castillo.
Una de las atracciones del pueblo es la réplica de la Victoria alada de Samotracia, que adorna una rotonda. La acompañan dos esculturas femeninas de la antigüedad clásica. El conjunto, aunque en material pobre, es una muestra de arte griego del periodo clásico, que raramente se encuentra en los pueblos de España.

## Fiestas
- Santa Águeda: La celebración proviene de cuando la peste azotaba Villanueva, hasta que desapareció un 5 de febrero. Entonces, el pueblo quiso honrar a la santa del día, Santa Águeda.
- Virgen del Amor Hermoso: Se desconoce el origen de esta celebración. Las mujeres mantienen una cofradía en honor a la Virgen del Amor Hermoso y la festejan el último domingo de mayo, con misa solemne y procesión pública. Se celebra un triduo que termina el sábado anterior a la fiesta.